# Onthophagus kabakovi
Onthophagus kabakovi är en skalbaggsart som beskrevs av Martin-piera 1985. Onthophagus kabakovi ingår i släktet Onthophagus och familjen bladhorningar. Inga underarter finns listade i Catalogue of Life.